# سریشی‌واران
سریشی‌واران (نام علمی: Asphodeloideae) نام یک زیرخانواده از تیره علف‌درختان است.